# 남우방기주

남우방기 주의 위치

남우방기주(프랑스어: Sud-Ubangi)는 콩고 민주 공화국 북서부에 위치한 주로 주도는 게메나이며 면적은 51,648km2, 인구는 2,744,345명(2005년 기준), 인구 밀도는 53명/km2이다.
2006년에 개정되어 2015년에 시행된 콩고 민주 공화국 헌법에 따라 에카퇴르주에서 분리되어 신설되었다. 북동쪽으로는 북우방기주, 남동쪽으로는 몽갈라주, 남쪽으로는 에카퇴르주와 접하며 남서쪽으로는 콩고 공화국, 북서쪽으로는 중앙아프리카 공화국과 국경을 접한다.